# حسن مضياف
حسن مضياف (1 يناير 1957 – 30 يناير 2013) هو ممثل مغربي، قدم عدة أعمال تلفزيونية وسينمائية، كما برز في الأدوار الكوميدية.

## أعماله

### مسرحيات
- مسرحية كوسطا يا وطن
- مسرحية برق ما تقشع
- مسرحية جحا في الرحا
- مسرحية سمفونية الغضب
- مسرحية ثمن الحرية
- مسرحية الحقيقة ماتت
- مسرحية العربة
- مسرحية ابن الرومي في مدن الصفيح

### أفلام
- 1994: سارق الأحلام
- 2003: سمك القرش
- 2003: الدويبة
- 2005: سوق النساء
- 2006: أبواب الجنة
- 2006: سالم وسويلم
- 2007: الكبش
- 2008: خربوشة
- 2008: بوشعيب بوسعود
- 2011: الرجال الأحرار
- 2012: يا خيل الله
- 2012: الطريق إلى طنجة

### مسلسلات
- 2001: زايد ناقص
- 2001: عائلة السي مربوح
- 2002: خلخال الباتول
- 2005: رمانة وبرطال
- 2006: وجع التراب
- 2006: خالي عمارة

## وفاته
توفي بتاريخ 30 يناير 2013 بمدينة الدار البيضاء بعد معاناة مريرة مع المرض.

## روابط خارجية
- حسن مضياف على موقع قاعدة بيانات الأفلام العربية